# Проспект Маршала Жукова (Москва)

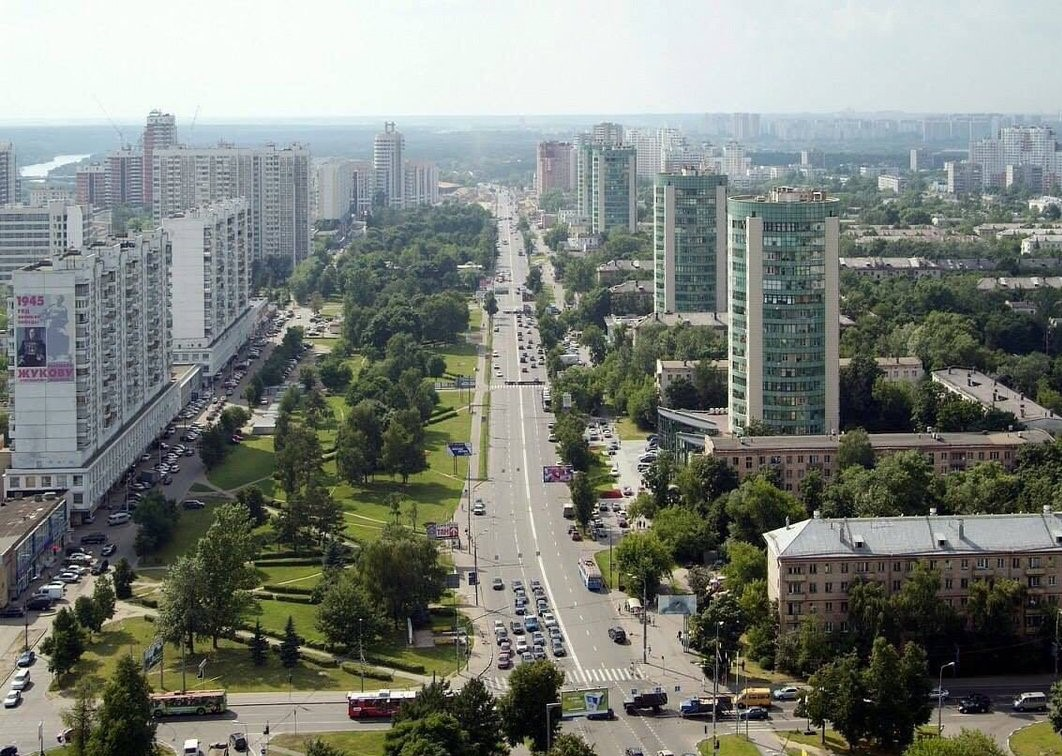
Проспект Маршала Жукова до реконструкции, 2007 г.

Проспе́кт Ма́ршала Жу́кова — улица в районах Хорошёво-Мнёвники, Крылатское и Строгино Северо-Западного административного округа города Москвы. Проходит от Малого кольца Московской железной дороги до границы города в районе пересечения с МКАД, входит в состав Краснопресненского проспекта.

## Название
Назван в 1974 году в честь маршала Георгия Константиновича Жукова — четырежды Героя Советского Союза, участника Гражданской войны, командующего советскими войсками в Монголии при разгроме группировки японских войск в районе реки Халхин-Гол. В 1941 году командовал Ленинградским, затем Западным фронтами. С 1942 года — заместитель Верховного Главнокомандующего. 8 мая 1945 года принял капитуляцию нацистской Германии. В прошлом — Новохорошёвское шоссе, бывшее продолжением Хорошёвского шоссе.

## Описание
Проспект Маршала Жукова начинается от путепровода Малого кольца МЖД, являясь продолжением Хорошёвского шоссе, и проходит на запад. На площади Маршала Бабаджаняна слева берёт начало улица Мнёвники, справа — 3-я Хорошёвская улица. Затем проспект пересекает улицу Демьяна Бедного, конец улицы Мнёвники и улицу Народного Ополчения, проходящую в тоннеле под проспектом и входящую в состав Северо-Западной хорды. После этого справа к проспекту примыкают бульвар Генерала Карбышева, улица Генерала Глаголева и Живописная улица, слева — улица Саляма Адиля.
Старая, северная трасса проспекта заканчивается перед Хорошёвским мостом через Хорошёвское спрямление, где разделяется на Таманскую улицу и проектируемый проезд № 3736. Также перед мостом слева примыкает Карамышевский проезд.
Новая, южная трасса проходит по Живописному мосту через Москву-реку, примерно 800 метров идёт параллельно Крылатской улице и уходит под землю в Северо-Западный тоннель, который проходит под природоохранной зоной Серебряноборского лесничества и селом Троице-Лыково. После выхода на поверхность справа к проспекту Маршала Жукова примыкает проектируемый проезд № 6321, соединящий его с улицей Маршала Прошлякова. После развязки с 63-м километром МКАД переходит в Новорижское шоссе.

## Примечательные здания и сооружения
- № 31 — жилой дом с монолитным ядром жёсткости (1978—1981, архитекторы Р. Саруханян, Л. Сомершаф)[1].
- № 78  — ЖК «Континенталь» (2011) — 50-этажный небоскрёб. Самое высокое здание проспекта, является частью проекта Новое кольцо Москвы.

## Общественный транспорт
В 600 метрах от начала проспекта, находится станция метро «Полежаевская».

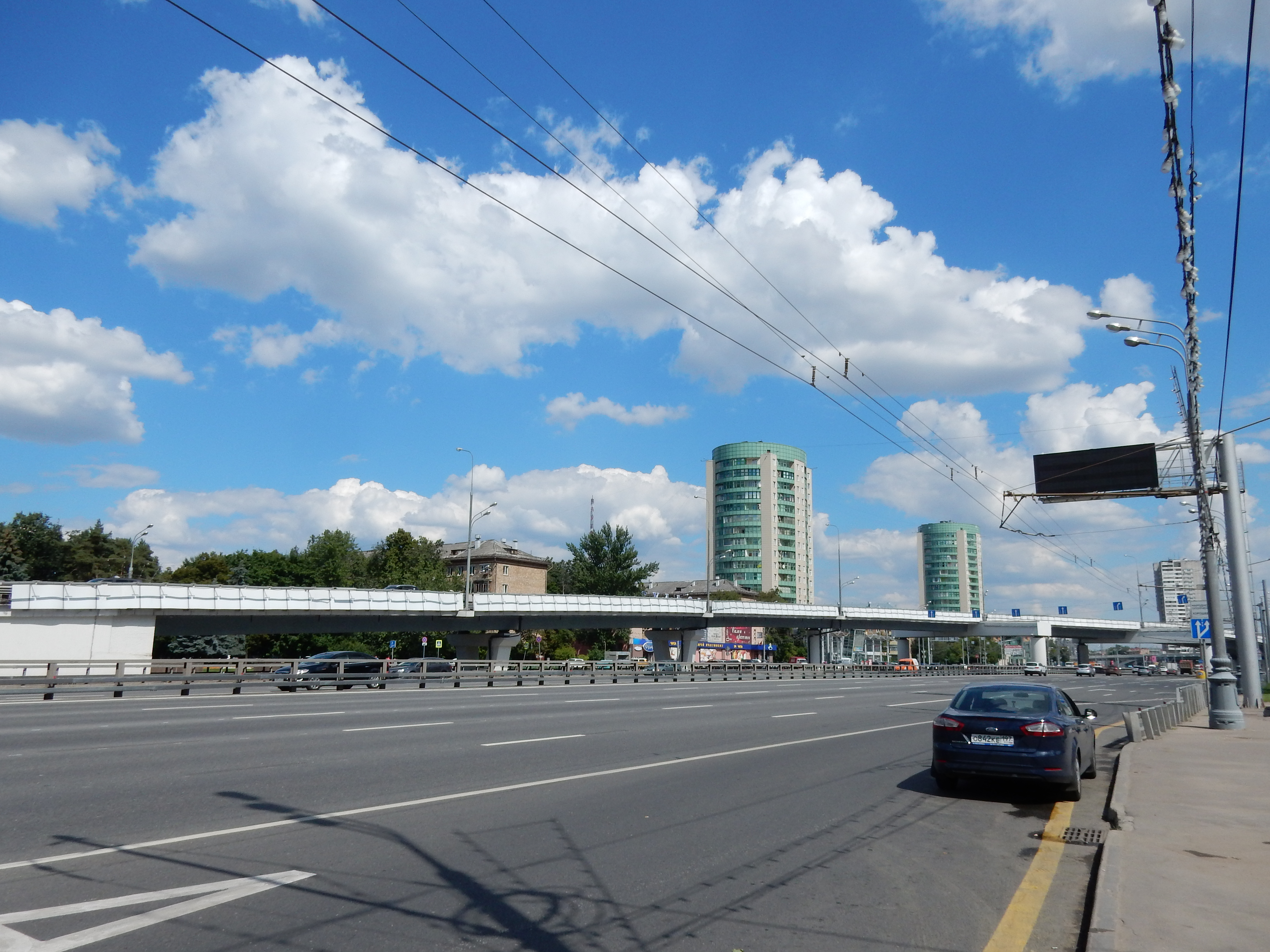
Проспект Маршала Жукова, 2014

Одновременно со строительством Живописного моста началась реконструкция проспекта. Проезжая часть была увеличена в среднем до пяти полос в каждом направлении, а сам проспект растянулся до МКАД.
В начале проспекта расположена станция Хорошёво Московского центрального кольца. На пересечении с ул. Демьяна Бедного станция метро Народное Ополчение БКЛ. Также до 2025 года планируется ввод станции Карамышевская (проект. Проспект Маршала Жукова) Рублёво-Архангельской линии.
За 20 минут можно дойти пешком до проспекта от станции метро Крылатское АПЛ.
По проспекту проходят следующие маршруты наземного транспорта:

### Автобусы
- 48: Силикатный завод — Живописная улица — Храм Живоначальной Троицы
- 60:  Щукинская — МФЦ района Хорошёво-Мнёвники
- 155: Проспект Маршала Жукова —  Филёвский парк
- 294: Силикатный завод — МФЦ района Хорошёво-Мнёвники
- 345: Улица Маршала Тухачевского — Тверская Застава
- 403: Карамышевская набережная — Прибрежный проезд
- 626:  Молодёжная — 3-й микрорайон Строгина
- 800:  Полежаевская — Щукино
- м35:  Крылатское —  Краснопресненская
- т21: Берег Москвы-реки —  Полежаевская
- т59: Серебряный Бор  —  Сокол
- т65: Серебряный Бор  —  Аэропорт (сев.) / Финансовый университет
- т86: Серебряный Бор  —  Сокол

Общественного транспорта на участке от Живописной улицы до конца проспекта нет.

## Примечания

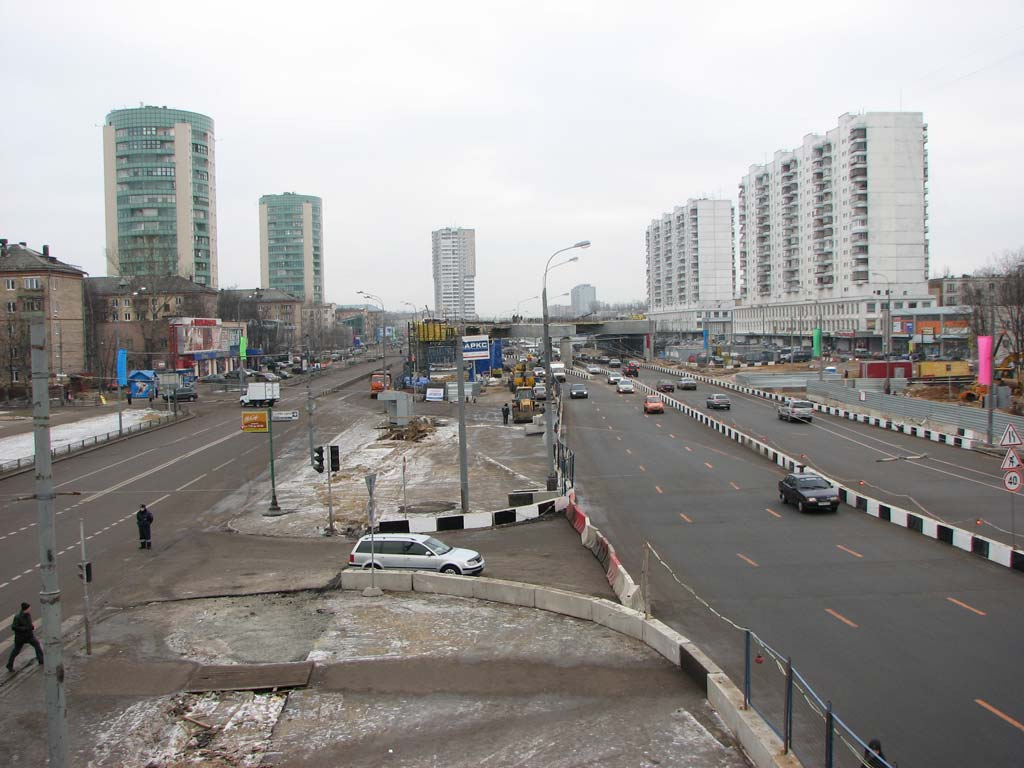
Проспект Маршала Жукова, 2007